# The Facts of Life (1960)
The Facts of Life (bra: O Jogo Proibido do Amor; prt: Factos da Vida) é um filme norte-americano de 1960, do gênero drama com pitadas de comédia, dirigido por Melvin Frank  e estrelado por Bob Hope e Lucille Ball.
Planejado para ser uma sátira ao casamento da classe média americana, o filme resultou em uma comédia romântica, graças ao par central. Ainda assim, Ken Wlaschin coloca-o entre os dez melhores da carreira de ambos os atores.

## Sinopse
Larry Gilbert e Kitty Weaver são casados, ele com Mary, ela com Jack. Os quatro  são amigos e, por uma série de circunstâncias, Larry e Kitty passam grande tempo juntos, sozinhos. Assim, acabam por se apaixonar, mas, por outra série de circunstâncias, nunca conseguem consumar o duplo adultério.

## Principais premiações
| Patrocinador                                            | Prêmio       | Categoria | Situação |
| ------------------------------------------------------- | ------------ | --- | --- |
| Academia de Artes e Ciências Cinematográficas           | Oscar        | Melhor Roteiro Original Melhor Fotografia (preto e branco) Melhor Direção de Arte (preto e branco) Melhor Figurino Melhor Canção Original | Indicado[carece de fontes?] Indicado[carece de fontes?] Indicado[carece de fontes?] Vencedor[carece de fontes?] Indicado[carece de fontes?] |
| Associação de Correspondentes Estrangeiros de Hollywood | Golden Globe | Melhor Filme - Comédia ou Musical Melhor Ator - Comédia ou Musical (Bob Hope) Melhor Atriz - Comédia ou Musical (Lucille Ball)            | Indicado[carece de fontes?] Indicado[carece de fontes?] Indicado[carece de fontes?]                                                         |
| Sindicato dos Roteiristas Norte-Americanos              | WGA          | Melhor Roteiro - Comédia | Indicado[carece de fontes?] |

## Elenco
| Ator/Atriz       | Personagem      |
| ---------------- | --------------- |
| Bob Hope         | Larry Gilbert   |
| Lucille Ball     | Kitty Weaver    |
| Ruth Hussey      | Mary Gilbert    |
| Don DeFore       | Jack Weaver     |
| Louis Nye        | Hamilton Busbee |
| Phillip Ober     | Doc Mason       |
| Marianne Stewart | Connie Mason    |
| Peter Leeds      | Thompson        |
| Hollis Irving    | Myrtle Busbee   |